# Gorakhpur
Gorakhpur là một thành phố và là nơi đặt hội đồng thành phố (municipal corporation) của quận Gorakhpur thuộc bang Uttar Pradesh, Ấn Độ.
Thành phố nằm gần biên giới Nepal, cách thủ phủ Lucknow 273 km về phía đông. Đây là trụ sở chính của quận Gorakhpur và Gorakhpur Division. Thành phố này là nơi có ngôi đền của Gorakshanath (Gorakhnath Matha).

## Địa lý
Gorakhpur có vị trí 26°46′B 83°22′Đ / 26,76°B 83,37°Đ Nó có độ cao trung bình là 70 mét (229 feet).

## Nhân khẩu
Theo điều tra dân số năm 2001 của Ấn Độ, Gorakhpur có dân số 624.570 người. Phái nam chiếm 53% tổng số dân và phái nữ chiếm 47%. Gorakhpur có tỷ lệ 70% biết đọc biết viết, cao hơn tỷ lệ trung bình toàn quốc là 59,5%: tỷ lệ cho phái nam là 76%, và tỷ lệ cho phái nữ là 63%. Tại Gorakhpur, 13% dân số nhỏ hơn 6 tuổi.